# 通れた道マップ
通れた道マップ（とおれたみちマップ）とは、大規模地震などの災害発生に伴う通行可能道路を実際の車両走行実績データを元に地図上に示したものをいう。
フローティングカーデータ（プローブカーデータ）を用いて、インターネット上の地図サービス上に自動的に描出するシステムが実用化されている。
なお、「通れた道マップ」という名称は、2007年に発生した新潟県中越沖地震の際に特定非営利活動法人防災推進機構とホンダが使用したもので、2011年の東日本大震災後、トヨタ自動車などがこの名称を使用したことから一般的になった。
大規模災害発生後の通行可能ルートを、実際の自動車の通行実績データを元に多くの人が閲覧可能な状態で示すことにより、被災地での避難や救援のための移動を支援するための参考情報として利用可能である。

## 経緯
- 2006年ころ 防災科学技術研究所が、2004年10月23日に発生した新潟県中越地震発生後の道路交通実態をホンダ・インターナビ・プレミアムクラブで収集したデータを元に実証する試みを行った。[1][2]
- 2007年7月 防災推進機構とホンダが2007年7月16日に発生した平成19年新潟中越沖地震発生後の通行実績のあった道路を7月19日から24日にかけて試験的にインターネット上に前日1日分の通行実績を翌日に更新する方式でpdfファイル形式による提供を行った。[3]
- 2009年9月 ホンダはインクリメントP、ゼンリンデータコムと共同で地震発生時の道路情報を共有する「災害時移動支援情報共有システム」を構築したことを発表した[4]。これはホンダインターナビおよびパイオニア・スマートループの走行情報を用いて、震度5弱以上の地震発生時に自動的に通行実績情報をインターネットの地図情報サービス インクリメントP「MapFan Web」、ゼンリンデータコム「いつもNAVI」に表示するもの。

## 東日本大震災における実績
2011年3月11日に発生した東日本大震災発生後、テレマティクスサービスを提供する複数企業が通れた道マップの提供を行った。
以下、提供開始日順にサービス内容と特徴を列挙する。
- 2011年3月12日 ホンダが「通行可能道路実績マップ」をGoogle Earthに対応したkmzファイル形式で提供を開始した。
- 2011年3月15日 同データを元にGoogleマップでの「Google Crisis Response 自動車通行実績情報マップ」提供が開始された。
- 2011年3月17日 トヨタ自動車がG-BOOK『通れた道マップ』の提供を開始した。当初はホンダ同様kmzファイル形式により1日あたりのデータ数（通行車両数）に応じて色分け（当初は1日10本以上、途中から1日3本以上に変更）されたものであったが、後日マイクロソフトのBing Maps上に表示されるものも提供されている。
- 2011年3月19日 ユビークリンク(2011年7月1日株式会社野村総合研究所に合併)が『通れた道路マップ』の提供を開始した。データソースは同社の「全力案内！ナビ」と、トヨタ自動車と共同運営しているナビゲーションサービス「G-BOOK 全力案内ナビ」、およびAndroid スマートフォン向け無料アプリ「通れた道路」の走行軌跡データを集約したものとしている。
- 2011年3月23日 「Google Crisis Response 自動車通行実績情報マップ」のデータが、ITS-Japanによりホンダ、パイオニア、トヨタ自動車、日産自動車の4社のデータを集約したものに変更された。このデータにはVICSによる通行止めデータが表示されることが特徴であった。(4月28日サービス終了)
- 2011年3月25日、マピオンは東日本大震災被災地の「トラック通行実績マップ」を公開した。この地図は、いすゞ自動車が運営する高度運行情報システム「みまもりくん オンラインサービス」の通行実績情報を基に作成したもので、大型車両が通行可能な道路の確認に利用できるとしている
- 2011年4月1日 パイオニアは同社の2007年以降に発売された通信型カーナビで「通れた道路」の確認が可能になると発表した。[5]
- 2011年4月11日 ユビークリンクの『通れた道路マップ』が1日6回、4時間ごとの更新に変更された。[6]
- 2011年4月28日 ホンダは通行実績マップに加え、前日の午前6時から10時の渋滞・混雑情報を、「Google 自動車通行実績情報マップ」および「Yahoo!地図 道路通行確認マップ」で提供を開始した。[7]
- 2011年11月9日 2011年グッドデザイン大賞に本田技研工業の「カーナビゲーションシステムによる情報提供サービス」が選出された。[8]